# Eucorys barbouri
Eucorys barbouri is een slakkensoort uit de familie van de Cassidae. De wetenschappelijke naam van de soort is voor het eerst geldig gepubliceerd in 1939 door Clench & Aguayo.